# Estación de Arbós
Arbós (en catalán y oficialmente, L'Arboç) es una estación de la línea R4 de Rodalies Renfe de Barcelona y de la terminal de la Línea RT2 de Rodalies Renfe de Cercanías del Campo de Tarragona situada en el municipio de Arbós en la provincia de Tarragona.
Es una de las estaciones de la llamada línea de Villafranca que une Barcelona con San Vicente de Calders por el interior.
| << cabecera                    | < estación | línea | estación > | cabecera >>     |
| ------------------------------ | ---------- | ----- | ---------- | --------------- |
| Rodalies de Catalunya de Renfe |            |       |            |                 |
| San Vicente de Calders         | Vendrell   |       | Els Monjos | Tarrasa Manresa |
| Port Aventura                  | Vendrell   |       | terminal   | terminal        |